# قائمة قرارات مجلس الأمن التابع للأمم المتحدة لعام 1962
تتضمن قائمة قرارات مجلس الأمن التابع للأمم المتحدة لعام 1962 جميع القرارات الصادرة عن مجلس الأمن التابع للأمم المتحدة خلال العام 1962.

## القائمة
| رقم القرار | الرمز            | نص القرار                         | موضوع القرار                                      |
| ---------- | ---------------- | --------------------------------- | ------------------------------------------------- |
| 171        | S/RES/171 (1962) | نص الوثيقة على موقع الأمم المتحدة | مسألة فلسطين                                      |
| 172        | S/RES/172 (1962) | نص الوثيقة على موقع الأمم المتحدة | قبول اعضاء جدد في الأمم المتحدة: جمهورية رواندا   |
| 173        | S/RES/173 (1962) | نص الوثيقة على موقع الأمم المتحدة | قبول اعضاء جدد في الأمم المتحدة: بوروندي          |
| 174        | S/RES/174 (1962) | نص الوثيقة على موقع الأمم المتحدة | قبول اعضاء جدد في الأمم المتحدة: جامايكا          |
| 175        | S/RES/175 (1962) | نص الوثيقة على موقع الأمم المتحدة | قبول اعضاء جدد في الأمم المتحدة: ترينيداد وتوباغو |
| 176        | S/RES/176 (1962) | نص الوثيقة على موقع الأمم المتحدة | قبول اعضاء جدد في الأمم المتحدة: الجزائر          |
| 177        | S/RES/177 (1962) | نص الوثيقة على موقع الأمم المتحدة | قبول اعضاء جدد في الأمم المتحدة: أوغندا           |

## المرجع
1. ↑  "Security Council Resolutions" (بالإنجليزية). الأمم المتحدة. Archived from the original on 2018-10-23. Retrieved 22 شباط / فبراير 2017. {{استشهاد ويب}}: تحقق من التاريخ في: |تاريخ الوصول= (help)